# Aldo Laghi
Aldo Laghi (ur. 12 września 1883 w Brisighelli, zm. 2 stycznia 1942 w Valparaíso) – włoski duchowny rzymskokatolicki, arcybiskup, nuncjusz apostolski w Chile.

## Biografia
W 1912 przyjął święcenia prezbiteriatu.
28 sierpnia 1938 papież Pius XI mianował go arcybiskupem tytularnym nicaejskim oraz 30 sierpnia 1938 nuncjuszem apostolskim w Chile. 18 września 1938 przyjął sakrę biskupią z rąk sekretarza stanu kard. Eugenio Pacelliego. Współkonsekratorami byli nuncjusz apostolski w Szwajcarii abp Filippo Bernardini oraz biskup pomocniczy Frascati Biagio Budelacci.
Urząd nuncjusza apostolskiego w Chile pełnił do śmierci 2 stycznia 1942.